# Peter H. Laurence
Sir Peter Harold Laurence, KCMG, MC, DL (* 18. Februar 1923; † 26. November 2007) war ein britischer Diplomat, der unter anderem von 1974 bis 1978 Assistierender Unterstaatssekretär im Ministerium für Auswärtige und Commonwealth-Angelegenheiten  (Foreign and Commonwealth Office)sowie zwischen 1980 und 1980 Botschafter in der Türkei war. Im Ruhestand engagierte er sich für das Britische Institut für Archäologie in Ankara und war zwischen 1984 und 1995 dessen Vorsitzender sowie anschließend von 1995 bis 2007 dessen Vizepräsident.

## Leben
Peter Harold Laurence, Sohn des Geistlichen George Laurence und dessen Ehefrau Alice Jackson, absolvierte als Cadet eine Offiziersausbildung und wurde nach deren Abschluss am 18. April 1942 als Second Lieutenant in das Infanterieregiment King’s Royal Rifle Corps übernommen. Während seiner Verwendungen in Britisch-Indien während des Zweiten Weltkrieges erhielt er zeitweise den kommissarischen Rang eines Acting Captain und wurde für seine Verdienste am 3. August 1944 mit dem Military Cross (MC) ausgezeichnet. Nach Kriegsende trat er in den Diplomatischen Dienst (Diplomatic Service) des Außenministeriums (Foreign Office) ein und wurde unter anderem am 22. Juni 1950 rückwirkend zum 26. April 1948 zum diplomatischen Beamten des neunten Grades (Officer of His Majesty's Foreign Service, Ninth Grade) befördert. Er fungierte vom 12. September 1957 bis 1960 als Konsul in der Tschechoslowakei mit Amtssitz in Prag und war zwischen 1965 und 1967 als Head of Personnel Training and General Department Leiter des Referats für Allgemeine Personalangelegenheiten und Personalausbildung des Außenministeriums. Nachdem er von 1967 bis 1969 Politischer Berater und Kanzler des Britischen Sektors von Berlin war, fungierte er zwischen 1970 und 1974 als Botschaftsrat für Handelsangelegenheiten (Commercial Counsellor) an der Botschaft in Frankreich.
Daraufhin war Laurence von 1974 bis 1978 Leiter der Unterabteilung und Chefinspektor des Auswärtigen Dienstes (Assistant Under-Secretary for Foreign and Commonwealth Affairs and Chief Inspector) und wurde für seine Verdienste in dieser Zeit am 1. Januar 1976 zum Companion des Order of St Michael and St George (CMG) ernannt. Zuletzt übernahm er am 30. Januar 1980 von Sir Derek Dodson das Amt als Botschafter in der Türkei und bekleidete dieses bis zu seinem Eintritt in den Ruhestand 1983, woraufhin Sir Mark Russell ihn ablöste. Während seiner dortigen Verwendung wurde er für seine Verdienste zum 13. Juni 1981 als Knight Commander des Order of St Michael and St George (KCMG) nobilitiert, wodurch er fortan den Namenszusatz „Sir“ führte.
Im Ruhestand engagierte er sich für das Britische Institut für Archäologie (British Institute of Archaeology) in Ankara und war zwischen 1984 und 1995 dessen Vorsitzender sowie anschließend von 1995 bis 2007 dessen Vizepräsident. Darüber hinaus wurde er am 19. Juni 1989 zum Deputy Lieutenant (DL) der Grafschaft Devon. Aus seiner 1948 geschlossenen Ehe mit Elizabeth Aïda Way gingen zwei Kinder hervor.